# Horst Becker (Linguist)
Horst Becker (* 26. März 1908 in Freiberg; † 11. August 1945 in Denklingen) war ein deutscher Linguist und Volkskundler. 

## Leben
Horst Becker studierte Deutsch, Englisch, Philosophie, Soziologie, Volkskunde und Geographie an den Universitäten Leipzig, Freiburg und Marburg. 1933 promovierte er in Leipzig zum Dr. phil. Das Thema seiner Dissertation lautete Mundart und Geschichte im Osterzgebirge und erschien 1933 in Halle (Saale) in Druck. Am 30. Dezember 1937 beantragte er die Aufnahme in die NSDAP und wurde rückwirkend zum 1. Mai desselben Jahres aufgenommen (Mitgliedsnummer 5.807.245).
Seit 1937 war Horst Becker für das Heimatwerk Sachsen Fachreferent für Mundartforschung im Freistaat Sachsen und hatte zunächst in Leipzig, dann in Zwickau seinen Dienstsitz. Er stufte beispielsweise die Sprache der „Sachsenkomiker“ als „Sächsische Literatursprache“ ein. Als Fachreferent für Sprachforschung war Horst Becker noch 1942 in Zwickau im Amt. Horst Becker hielt auch Vorträge bei Lehrgängen wie 1936 in Bad Blankenburg zum Thema Familie und Volkstum.
Sein bedeutsamstes Werk Sächsische Mundartenkunde aus dem Jahre 1939 wurde nach dreißig Jahren erneut aufgelegt. Seine Dissertation von 1933 wurde hingegen 1972 nochmals gedruckt.

## Schriften (Auswahl)
- Mundart und Geschichte im Osterzgebirge, Max Niemeyer, Halle (Saale) 1933.
- Die Familie. M. Schäfer, Leipzig o. J. [1935].
- Umgangssprache und Dialekt im Obersächsischen. In: Mitteldeutsche Blätter für Volkskunde 11 (1936), H. 1, S. 1–16.
- Sächsische Mundartenkunde. Entstehung, Geschichte und Lautstand der Mundarten Sachsens und Nordböhmens. Heimatwerk Sachsen, Dresden o. J. [1939].
- Gunter Bergmann: Sächsische Mundartenkunde. Entstehung, Geschichte und Lautstand der Mundarten des obersächsischen Gebietes von Horst Becker. Halle (Saale) 1969.
- Mundart und Geschichte im Osterzgebirge, Sändig, Walluf (bei Wiesbaden) 1972.

## Ehrungen
- 1936: Erster Preis des Mundartwettbewerbs der Sächsischen Staatskanzlei
- 1938: Ehrengabe des sächsischen Staates für volkskundliches Schrifttum und heimatgebundene Volkslieder[6]